# Confédération syndicale des familles
Pour les articles homonymes, voir CSF.
La Confédération syndicale des familles (CSF) est une confédération nationale d'associations familiales, créée en 1946 sous la forme d'Associations familiales ouvrières (AFO), agréée comme association de consommateurs.
Cette confédération est l'un des sept mouvements familiaux nationaux à recrutement général, membres de l'Union nationale des associations familiales (UNAF).

## Historique
La Confédération syndicale des familles est née en 1959. Elle est issue du regroupement des Associations familiales ouvrières (AFO) nées à l'issue de la Seconde Guerre mondiale.
Le 17 octobre 1998, la CSF a absorbé le Comité national des associations populaires familiales syndicales (CNAPFS, également connu sous l'appellation « Confédération nationale des associations populaires familiales syndicales ») fondé en 1951 et également héritier des Associations familiales ouvrières.
La CSF-CNAPFS se rattache alors au mouvement familial mais revendique un véritable syndicalisme familial de gauche.

## Raison d'être
Assurer la défense et la représentation des intérêts matériels et moraux des familles, quelles que soient leur situation juridique et sociale ou leur nationalité, en particulier en leur qualité d’usagers et de consommateurs de biens et services, de parents d’élèves et de retraités.

## Valeurs associatives
La CSF affirme son adhésion à un ensemble de valeurs :
- le développement de la société dans une perspective de respect et de solidarité ;
- l’ancrage dans le milieu populaire et une prise en compte du fait familial (droit d'appartenir à une famille, quelle qu'elle soit ;
- la promotion collective des individus ;
- l’autonomie vis-à-vis des organisations professionnelles, syndicales et politiques ;
- la reconnaissance la globalité de la famille (résolution conjointe des différents problèmes familiaux) ;
- la justice sociale et l'égalité devant les droits ;
- le choix de la laïcité comme principe fort ;
- l’ancrage des actions dans une démarche d’éducation populaire, pour aider et responsabiliser les familles ;
- le syndicalisme positif (proposer et non rejeter).

## Positionnements
La CSF a rejoint le mouvement anti-OGM. Elle se positionne de façon favorable au mariage pour tous et à la reconnaissance des droits de filiation pour les couples de même sexe.

## Organisation
La confédération regroupe des associations départementales, et locales.